# 中野泰志
中野 泰志（なかの やすし、1961年 - ）は、日本の心理学者。山口県出身。東京国際大学教養学部人間関係学科卒業、慶應義塾大学大学院社会学研究科修士課程修了（文学修士）。現在、慶應義塾大学経済学部教授。神奈川大学非常勤講師。専門は実験心理学、障害児心理学、ヒューマンインタフェース。
大学院修了後、国立特殊教育総合研究所研究員となり、1997年に慶應義塾大学経済学部助教授に就任。2003年から2006年の3年の間、福島智研究室の東京大学先端科学技術研究センター特任教授に転籍する。2006年、慶應義塾大学経済学部教授に復籍。
2016年にリリースされた「UDデジタル教科書体」を開発した高田裕美に協力し、視認性や可読性の実験を行なった。

## 学歴
- 1984年 東京国際大学教養学部人間関係学科卒業
- 1988年 慶應義塾大学大学院社会学研究科修士課程修了、文学修士

## 職歴
- 1988年：国立特殊教育総合研究所　視覚障害教育研究部　研究員
- 1996年：国立特殊教育総合研究所　視覚障害教育研究部　主任研究官
- 1997年4月：慶應義塾大学経済学部　助教授
- 2003年4月：慶應義塾大学経済学部　教授、客員教授
- 2003年4月：東京大学先端科学技術研究センターバリアフリープロジェクト　特任教授に転籍
- 2006年4月～8月：東京大学先端科学技術研究センター　客員教授
- 2006年4月：慶應義塾大学経済学部　教授に復籍

## 著書
- 「教育的な視機能評価と配慮. 視力の弱い子どもの理解と支援」 教育出版
- 「視覚情報処理ハンドブック」 朝倉書店
- 「障害者福祉論」　財団法人放送大学教育振興会
- 「ロービジョンケアの実際-視覚障害者のQOL向上のために　第2版」 医学書院
- 「ユニバーサルデザイン―みんなのくらしを便利に―全3巻」 あかね書房
- 「Introduction to Assistive Technology －電子情報支援技術を学ぶ－」 財団法人ニューメディア開発協会

## 監修
- 「からだとはたらくどうぐたち 車いすにのったらどうなるの? 」ほるぷ出版 中野 泰志  桂律也  監修。ハリエット・ブランドル 著。
- 「からだとはたらくどうぐたち ペースメーカーってなんだろう？」 ほるぷ出版 中野 泰志  監修。ハリエット・ブランドル 著。

## 所属学会
- ロービジョン学会（評議員・理事）
- 日本福祉のまちづくり学会（幹事、元特別研究委員会委員長、元情報障害特別研究委員会委員長）
- 視覚障害リハビリテーション協会（元会長・元副会長・元紀要編集委員）
- 日本特殊教育学会（元特殊教育学研究編集委員）